# Thelypteris oppositiformis
Thelypteris oppositiformis är en kärrbräkenväxtart som först beskrevs av Carl Frederik Albert Christensen, och fick sitt nu gällande namn av Ren-Chang Ching. Thelypteris oppositiformis ingår i släktet Thelypteris och familjen Thelypteridaceae. Inga underarter finns listade.